# Чаусский районный историко-краеведческий музей
Чаусский районный историко-краеведческий музей — музей в городе Чаусы Могилёвской области Белоруссии.

## История и описание
В 1990 году был основан Чаусский районный историко-краеведческий музей. Инициатором создания музея был заслуженный учитель БССР Григорий Фёдорович Самойлов, который приложил много усилий по сбору экспонатов для будущего музея. Многие жители города и района приняли активное участие в создании музея. Располагается музей в центре города Чаусы по улице Советская, 1. Для посетителей музей был открыт в 1996 году. Полное название: Учреждение культуры «Чаусский районный историко-краеведческий музей». Музей находится в старейшем двухэтажном здании, построенное в 1902 году. В этом здании ранее располагались райисполком, редакция районной газеты и типография. Первым директором Чаусского районного историко-краеведческого музея был Пётр Михайлович Сыродоев. Историко-краеведческий музей состоит из 9 экспозиционных залов: «Природа родного края», «Подводный мир наших рек», «Природа и экология», «Археология», «Этнография», «Довоенный период», «Район в годы Великой Отечественной войны», «Освобождение», «Послевоенное развитие района». В выставочном зале проводятся выставки, 27 января 2017 года была открыта выставка, посвящённая истории войны 1812 года. Музей посещают жители города Чаусы, а также гости ближнего и дальнего зарубежья. При историко-краеведческом музее работает «Сувенирная лавка».
В фондах музея более 11 тысяч предметов, число посетителей за 25 лет существования музея — 61670.
Руководит музеем Инна Михайловна Казакова, в музее работают научные сотрудники: Алла Степанова и Татьяна Фёдорова, главный хранитель фонда — Татьяна Тесленко, музейный смотритель — Татьяна Толстик. Коллектив районного историко-краеведческого музея работает по следующим направлениям: история и культура Чаусского района, этнографическое наследие, легенды и сказания родного края, знатные земляки города и района, история населенных пунктов, район в годы Великой Отечественной войны, современность района.

## Адрес
Музей располагается по адресу: 213206, Республика Беларусь, Могилёвская область, город Чаусы, ул. Советская, 1